# Avenue du Grand-Ramier
L'avenue du Grand-Ramier (en occitan : avenguda del Ramièr Grand) est une voie de Toulouse, chef-lieu de la région Occitanie, dans le Midi de la France.

## Situation et accès

### Description
L'avenue du Grand-Ramier est une voie publique située dans Toulouse. Elle se trouve sur l'île du Ramier, à l'ouest du quartier Saint-Michel, dans le secteur 5 - Sud-Est.
La chaussée compte une voie de circulation automobile dans chaque sens. Elle appartient à une zone 30 et la vitesse y est limitée à 30 km/h. Il existe une bande cyclable de chaque côté.

### Voies rencontrées
L'avenue du Grand-Ramier rencontre les voies suivantes, dans l'ordre des numéros croissants (« g » indique que la rue se situe à gauche, « d » à droite) :
1. Pont de Banlève
2. Allée Gilbert-Bouchard - accès piéton (g)
3. Cheminement Jane-et-Roger-Castet - accès piéton (d)
4. Pont Saint-Michel

## Odonymie
En 1907, alors que surgissent conjointement le projet d'aménagement de l'usine hydroélectrique du Ramier et du Parc toulousain, le chemin qui relie les îlots du Moulin du Château, de Banlève et l'île du Grand-Ramier, est nommé avenue du Parc-Toulousain. En 1937, le conseil municipal lui attribue son nom actuel, qui lui vient naturellement de l'île du Grand-Ramier, où elle prend naissance.

## Patrimoine et lieux d'intérêt

### Usine du Ramier
En 1905, le conseil municipal approuve un projet de construction d'une usine hydroélectrique, mais les travaux sont retardés jusqu'en 1916, date à laquelle il reçoit le soutien financier de l'État. La salle des turbines est élevée sur les plans de Pendariès, ingénieur en chef du département, entre 1917 et 1922. Elle est alors équipée de six turbines à axe vertical de type Francis du constructeur Gros et Singrün. En amont de l'usine, à la Cavatelade, à la Loge et à Banlève, et en aval, au Moulin du Château, des chaussées et des barrages mobiles permettent de réguler le débit du fleuve. En 1931, deux turbines sont remplacées par des turbines à hélice réglable, et une par un modèle Kaplan des Constructions électriques de France de Tarbes. En 1932, un atelier et un poste de transformation sont construits dans le prolongement, dans un style identique, sur les plans de l'architecte de la ville, Jean Montariol. En 1955, un immeuble de logements et de bureaux est construit par les architectes Georges Alet et Bernard Calley. En 1957, ce sont de nouveaux garages. Enfin, en 1985, un nouveau bâtiment de bureaux est dessiné par les architectes du service de l'architecture de la ville.

### Parcs et jardins
- parc de Banlève.
- théâtre de Verdure du Ramier.